# Limargue
La Limargue  (la Limarga in occitano)  è una regione naturale della Francia situata a nordest del dipartimento del Lot.
È anche un paese tradizionale del Quercy, ma non è una provincia storica come l'Albigese o il Rouergue.

## Geografia
Questa regione dal terreno marno-argillo-gressoso del giurassico inferiore, si estende dal nordovest al sudest del Ségala lotois, primo contrafforte del Massiccio centrale.
Essa è attraversata dai fiumi Alzou, Ouysse, Francès e Célé.

## Etimologia
Il nome proprio Limargue (in occitano la Limarga) è basato sul termine gallico margila - latinizzato in marna – che indica un terreno marnico. Per analogia con l'occitano, il nome è talvolta utilizzato con l'articolo determinativo femminile: la Limargue.

## Comuni principali
I comuni principali del territorio della Limargue sono:
- Anglars, Bio, Figeac (sottoprefettura), Lacapelle-Marival (capoluogo del cantone), Aynac, Lavergne, Mayrinhac-Lentour, Rudelle, Rueyres[4].